# McLaren M29
Der McLaren M29 ist ein Formel-1-Rennwagen, den Gordon Coppuck ab Anfang 1979 für das britische Team McLaren Racing entwickelte.
Die Chassis wurden ab Mitte der Formel-1-Saison 1979 bis Anfang der Saison 1981 (nach Umbauten 1980 als M29B und M29C sowie 1981 als M29F) allein vom Werksteam eingesetzt. Alle Fahrzeuge wurden von einem Ford-Cosworth-DFV-Motor angetrieben.

## Geschichte

### Vorgeschichte (1978–1979)
Nachdem Lotus mit dem Lotus 78 zwischen 1977 und 1978 neue Maßstäbe für den Fahrzeugbau in der Formel 1 gesetzt hatte und die Wagen unter Ausnutzung des Bodeneffekts, der deutlich mehr Anpressdruck und somit höhere Kurvengeschwindigkeit ermöglichte, immer mehr an Konkurrenzfähigkeit gewannen, geriet McLaren in eine sportliche Krise. Während Teile der Konkurrenz früh in diese neue Bauweise investierten, hielt McLaren am neu entwickelten, aber technisch bereits veralteten McLaren M26 fest. Als dieses Chassis Mitte 1978 nach Einführung des Lotus 79 sowie weiterentwickelten, bewährten Konkurrenzfahrzeugen („Wing Cars“) endgültig die Konkurrenzfähigkeit verloren hatte, wurde kurzfristig die Entwicklung des ersten vollwertigen McLaren-Wing-Cars vorangetrieben. Der McLaren M28 war schon im Oktober 1978 renntauglich, stellte sich aber als Fehlkonstruktion heraus. Fahrer wie Teamleitung kritisierten fehlende Steifigkeit, unzureichende Bodenhaftung und schlechte Aerodynamik. So wurden bereits Anfang der Saison 1979 die Arbeiten am Nachfolgechassis M29 begonnen.

### McLaren M29, M29B, M29C und M29F (1979–1981)
John Watson fuhr Mitte der Saison 1979 beim Großen Preis von Großbritannien das erste Rennen des M29; Teamkollege Patrick Tambay erhielt das neue Fahrzeug erst beim nächsten Rennen in Deutschland. Watson konnte bei sieben verbleibenden Saisonrennen viermal punkten, während Tambay bei fünf von sechs Läufen ausschied. Er verließ McLaren am Ende des Jahres. Das Team beendete die Saison 1979 mit fünfzehn Punkten (davon acht mit dem M28) auf dem siebten Rang der Konstrukteure. Dies war das bis dahin schlechteste Ergebnis in der Teamgeschichte bei einer ununterbrochenen Teilnahme.
In der Formel-1-Saison 1980 setzte McLaren weiter auf den M29, der nach einigen kleineren Umbauarbeiten als M29B bzw. M29C gemeldet wurde. Watson bekam mit Alain Prost einen neuen Teamkollegen; der spätere vierfache Weltmeister gab mit dem M29B sein Debüt in der Formel-1-Weltmeisterschaft. Prost verletzte sich beim Training zum Großen Preis von Südafrika am Handgelenk und wurde für den nächsten Saisonlauf in den USA (West) durch Stephen South vertreten, der ebenda sein einziges Formel-1-Rennen fuhr. Ihm gelang die Qualifikation jedoch nicht. Auch Watson scheiterte 1980 beim Großen Preis von Monaco einmalig an der Qualifikation. Da der M29 im Laufe der Saison an Konkurrenzfähigkeit verlor und technisch unzuverlässig war, erreichten Watson und Prost nur vereinzelt Ergebnisse in den Punkterängen. Für die letzten vier Saisonrennen stieg Prost auf das Nachfolgechassis McLaren M30 um. Das Team beendete die Saison 1980 mit nur elf Punkten (davon einer mit dem M30) auf dem neunten Rang der Konstrukteure, was den endgültigen Tiefpunkt der Teamgeschichte markierte. Frustriert verließ Prost das Team nach nur einer Saison und wechselte zu Renault F1.
Im Winter 1980/81 fusionierte McLaren auf Druck des gemeinsamen Sponsors Marlboro mit dem von Ron Dennis geleiteten Formel-2-Team Project Four Racing. Damit begann bei McLaren eine neue Ära. Für die Saison 1981 entwickelte der neue Chefdesigner John Barnard mit dem MP4/1 ein hochmodernes Auto mit einem Monocoque aus kohlenstofffaserverstärktem Kunststoff, das neue Maßstäbe setzte. Die Zeit bis zu dessen Erscheinen überbrückte McLaren mit zwei leicht überarbeiteten M29, die als M29F gemeldet wurden, da der einzige M30 beim Training zum Großen Preis der USA Ost Ende 1980 zerstört wurde. John Watson bekam den MP4/1 ab dem dritten Saisonrennen in Argentinien, sein neuer Teamkollege Andrea de Cesaris erst ab dem Großen Preis von Monaco. De Cesaris fuhr in Imola den einzigen Punkt für ein M29-Chassis in der Saison 1981 ein. Der Große Preis von Belgien 1981 war der letzte Renneinsatz für den M29; De Cesaris musste das Rennen mit Getriebeschaden aufgeben.

## Technik
Die Konstruktion des M29 entsprach dem zu seiner Zeit Üblichen für die erste Generation der Wing Cars und war eine Neuentwicklung. Große Innovationen gab es nicht. Da das Fahrzeug erst nach Saisonbeginn 1979 konstruiert wurde, konnte sich Chefdesigner Coppuck an den Eigenschaften der Spitzenfahrzeuge wie insbesondere dem Williams FW07 oder Ligier JS11 orientieren. Die Basis bildete ein Aluminium-Monocoque, in das der Cosworth-Motor und das Hewland-Getriebe tragend einbezogen wurden. Ein neuer Unterboden verbesserte den Anpressdruck und somit das Kurvenverhalten. Das experimentelle Nomex-Wabenkern-Material der M28-Karosserie wurde wegen fehlender Stabilität verworfen und durch herkömmliches Aluminiumblech ersetzt. Die Karosserie selbst wurde deutlich schmaler, leichter und aerodynamisch günstiger, womit die Hauptprobleme des M28 gelöst waren. Der M29 war zwar weiterhin kein Siegerauto, aber eine deutliche Steigerung gegenüber dem gescheiterten Vorgänger.
Für die Motorisierung kam bei allen Chassis ein Cosworth-DFV-Motor zum Einsatz, dessen Entwicklung Ende der 1960er-Jahre von Ford finanziert worden war. Daher wurde das Aggregat teilweise auch unter der Herstellerbezeichnung Ford-Cosworth bzw. nur Ford gemeldet. Die Getriebe wurden von Hewland bezogen. Diese Kombination aus Motor und Getriebe war zu dieser Zeit weit verbreitet und galt als effektivste Lösung für den Aufbau des Antriebsstrangs aus Zuliefererteilen.

## Lackierung und Sponsoring
Allein das Werksteam McLaren Racing trat mit dem M29 bzw. M29B/M29C/M29F in der Formel-1-Weltmeisterschaft an.
Die Wagen waren weiß-rot lackiert. Das Farbschema entsprach damit dem Corporate Design des Hauptsponsors Marlboro. Neben den Marlboro-Schriftzügen befanden sich nur noch Aufkleber des Reifenlieferanten Goodyear und des Treibstoffherstellers Castrol auf dem Auto.

## Galerie

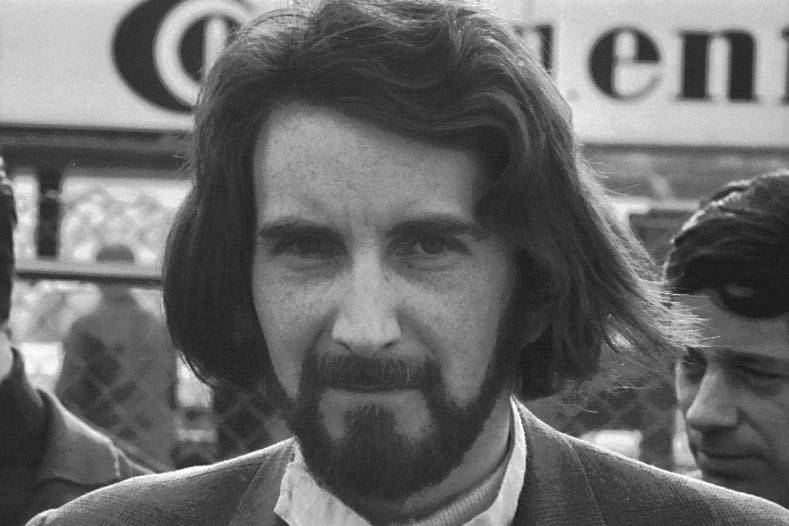
Erfolgreichster M29-Pilot: John Watson; Foto 1971
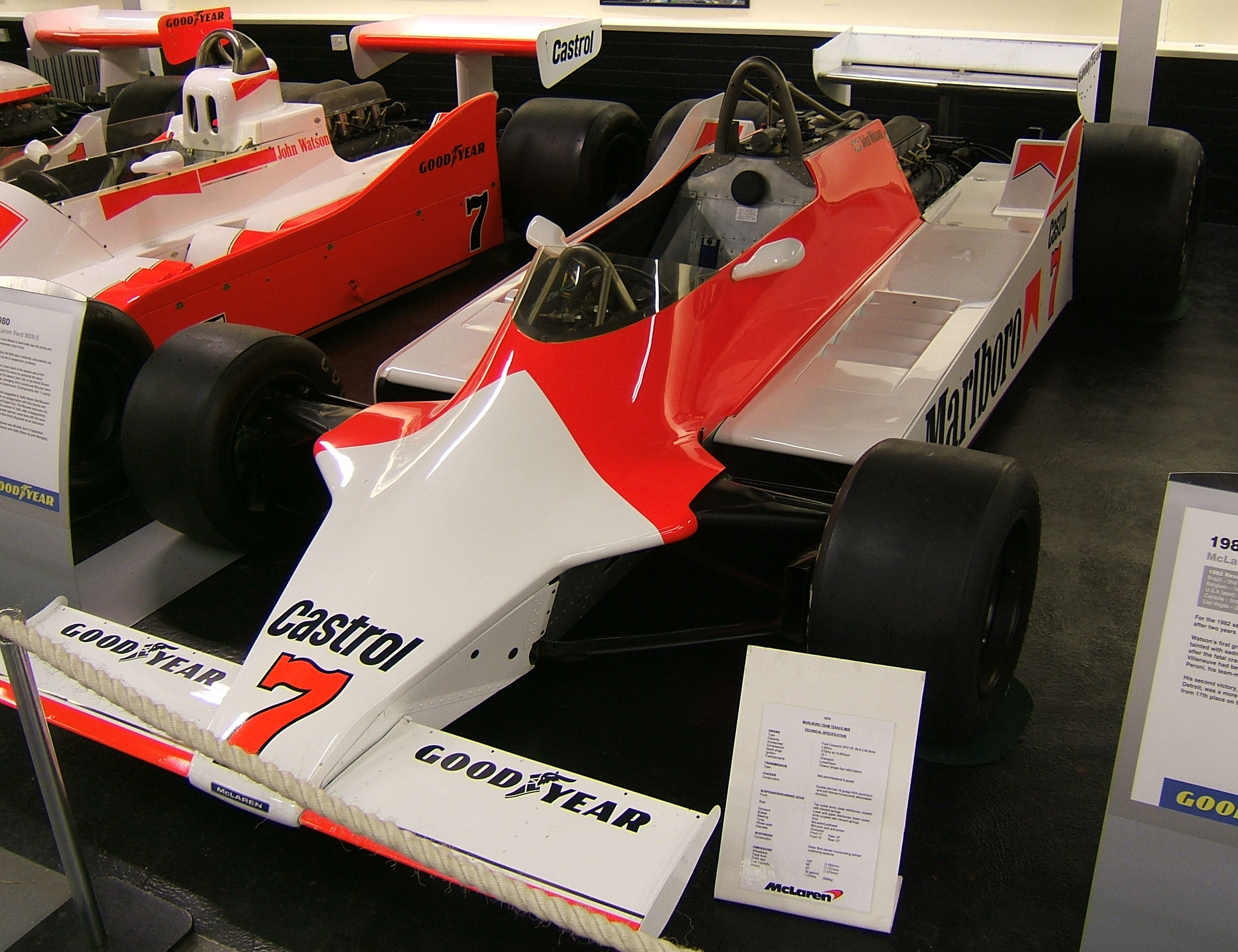
Frontansicht des M29; Donington, 2007
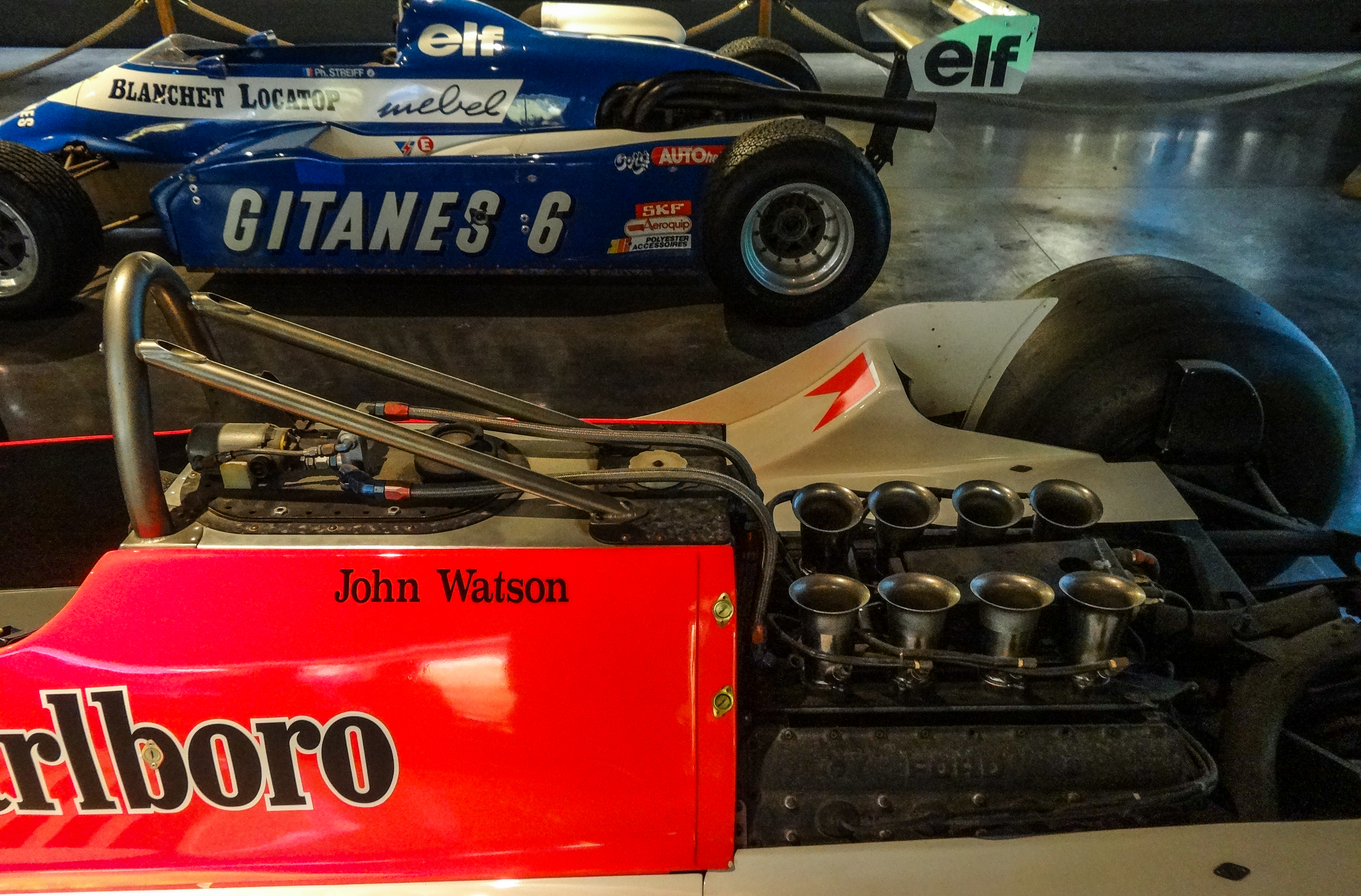
Blick auf den Motorblock; Donington, 2012

## Ergebnisse
| Fahrer               | Nr.                  | 1   | 2   | 3   | 4   | 5   | 6   | 7   | 8 | 9   | 10  | 11  | 12  | 13  | 14  | 15  | Punkte | Rang |
| -------------------- | -------------------- | --- | --- | --- | --- | --- | --- | --- | - | --- | --- | --- | --- | --- | --- | --- | ------ | ---- |
| Formel-1-Saison 1979 | Formel-1-Saison 1979 |     |     |     |     |     |     |     |   |     |     |     |     |     |     |     | 15     | 7.   |
| John Watson          | 7                    |     |     |     |     |     |     |     |   | 4   | 5   | 9   | DNF | DNF | 6   | 6   | 15     | 7.   |
| Patrick Tambay       | 8                    |     |     |     |     |     |     |     |   |     | DNF | 10  | DNF | DNF | DNF | DNF | 15     | 7.   |
| Formel-1-Saison 1980 | Formel-1-Saison 1980 |     |     |     |     |     |     |     |   |     |     |     |     |     |     |     | 11     | 9.   |
| John Watson          | 7                    | DNF | 11  | 11  | 4   | NC  | DNQ | 7   | 8 | DNF | DNF | DNF | DNF | 4   | NC  |     | 11     | 9.   |
| Alain Prost          | 8                    | 6   | 5   | DNS |     | DNF | DNF | DNF | 6 | 11  | 7   |     |     |     |     |     | 11     | 9.   |
| Stephen South        | 8                    |     |     |     | DNQ |     |     |     |   |     |     |     |     |     |     |     | 11     | 9.   |
| Formel-1-Saison 1981 | Formel-1-Saison 1981 |     |     |     |     |     |     |     |   |     |     |     |     |     |     |     | 28     | 6.   |
| John Watson          | 7                    | DNF | 8   |     |     |     |     |     |   |     |     |     |     |     |     |     | 28     | 6.   |
| Andrea De Cesaris    | 8                    | DNF | DNF | 11  | 6   | DNF |     |     |   |     |     |     |     |     |     |     | 28     | 6.   |

| Legende  | Legende            | Legende                                                          |
| Farbe    | Abkürzung          | Bedeutung                                                        |
| -------- | ------------------ | ---------------------------------------------------------------- |
| Gold     | –                  | Sieg                                                             |
| Silber   | –                  | 2. Platz                                                         |
| Bronze   | –                  | 3. Platz                                                         |
| Grün     | –                  | Platzierung in den Punkten                                       |
| Blau     | –                  | Klassifiziert außerhalb der Punkteränge                          |
| Violett  | DNF                | Rennen nicht beendet (did not finish)                            |
| Violett  | NC                 | nicht klassifiziert (not classified)                             |
| Rot      | DNQ                | nicht qualifiziert (did not qualify)                             |
| Rot      | DNPQ               | in Vorqualifikation gescheitert (did not pre-qualify)            |
| Schwarz  | DSQ                | disqualifiziert (disqualified)                                   |
| Weiß     | DNS                | nicht am Start (did not start)                                   |
| Weiß     | WD                 | zurückgezogen (withdrawn)                                        |
| Hellblau | PO                 | nur am Training teilgenommen (practiced only)                    |
| Hellblau | TD                 | Freitags-Testfahrer (test driver)                                |
| ohne     | DNP                | nicht am Training teilgenommen (did not practice)                |
| ohne     | INJ                | verletzt oder krank (injured)                                    |
| ohne     | EX                 | ausgeschlossen (excluded)                                        |
| ohne     | DNA                | nicht erschienen (did not arrive)                                |
| ohne     | C                  | Rennen abgesagt (cancelled)                                      |
| ohne     | keine WM-Teilnahme |                                                                  |
| sonstige | P/fett             | Pole-Position                                                    |
| sonstige | 1/2/3/4/5/6/7/8    | Punktplatzierung im Sprint-/Qualifikationsrennen                 |
| sonstige | SR/kursiv          | Schnellste Rennrunde                                             |
| sonstige | *                  | nicht im Ziel, aufgrund der zurückgelegten Distanz aber gewertet |
| sonstige | ()                 | Streichresultate                                                 |
| sonstige | unterstrichen      | Führender in der Gesamtwertung                                   |

## Technische Daten
| Kenngrößen                | McLaren M29, 1979                                                                                   |
| ------------------------- | --------------------------------------------------------------------------------------------------- |
| Motor                     | Ford-Cosworth DFV V8-Motor, Mittelmotor (längs hinter dem Fahrer)                                   |
| Hubraum (Bohrung × Hub)   | 2993 cm³ (85,7 × 64,8 mm)                                                                           |
| Verdichtung               | 11,5 : 1                                                                                            |
| Leistung                  | 485 PS (ca. 362 kW) bei 10.600/min                                                                  |
| Ventilsteuerung           | 2 obenliegende Nockenwellen je Zylinderbank (DOHC)                                                  |
| Gemischaufbereitung       | Lucas-Saugrohreinspritzung                                                                          |
| Kraftübertragung          | 6-Gang-Getriebe, Hewland FGA 400, Hinterradantrieb                                                  |
| Karosserie                | Aluminiummonocoque, Antriebsgruppe tragend                                                          |
| Radaufhängung vorn        | doppelte Querlenker mit Stabilisator, Schraubenfedern und Stoßdämpfer                               |
| Radaufhängung hinten      | doppelte Querlenker mit Stabilisator, Schraubenfedern, Stoßdämpfern und je einem oberen Längslenker |
| Lenkung                   | Zahnstangenlenkung, zweiteilige Lenksäule                                                           |
| Bremse                    | Scheibenbremse                                                                                      |
| Leergewicht (ohne Fahrer) | ca. 586 kg                                                                                          |